# Leptogaster nitoris
Leptogaster nitoris är en tvåvingeart som beskrevs av Martin 1957. Leptogaster nitoris ingår i släktet Leptogaster och familjen rovflugor. Inga underarter finns listade i Catalogue of Life.